# Ford Endeavour
La Ford Endeavour ou Ford Everest est un SUV produit par Ford en Thaïlande et vendu en Asie et en Afrique. La 3e génération, basée sur le Ford Ranger, a été introduite en 2015. Celle-ci a été choisie pour équiper l'armée de Terre française à partir de 2018.

## Première génération (U268; 2003)
Ford a dévoilé l'Everest de première génération en mars 2003 au 24e Salon international de l'automobile de Bangkok. Spécialement conçu pour les marchés asiatiques, l'Everest partage 60 % de ses composants avec le Ranger, y compris son moteur turbodiesel de 2,5 litres à refroidissement intermédiaire et le style extérieur depuis l'avant jusqu'aux montants B. Il a été révélé que le développement de la voiture a coûté 100 millions de dollars américains, y compris les investissements nécessaires à la fabrication de l'Everest.
Comme il est basé sur le Ranger, il a conservé la suspension avant indépendante à double triangulation et la suspension arrière à ressorts à lames du Ranger, tout en étant également conçu pour rendre le niveau de confort de conduite et de maniabilité d'un niveau supérieur à celui du Ranger.
L'Everest était vendu en Asie, au Moyen-Orient, en Amérique centrale et aux Bahamas. Il était construit à l'usine AutoAlliance Thailand à Rayong, et sous forme de kits Complete Knock Down à Chengalpattu, en Inde et à Hai Duong, au Vietnam,. En Inde, l'Everest a été introduit en 2009. Il est renommé Ford Endeavour pour éviter des problèmes juridiques dus à l'existence d'une marque de fabrication d'épices du même nom dans le pays.

### Lifting

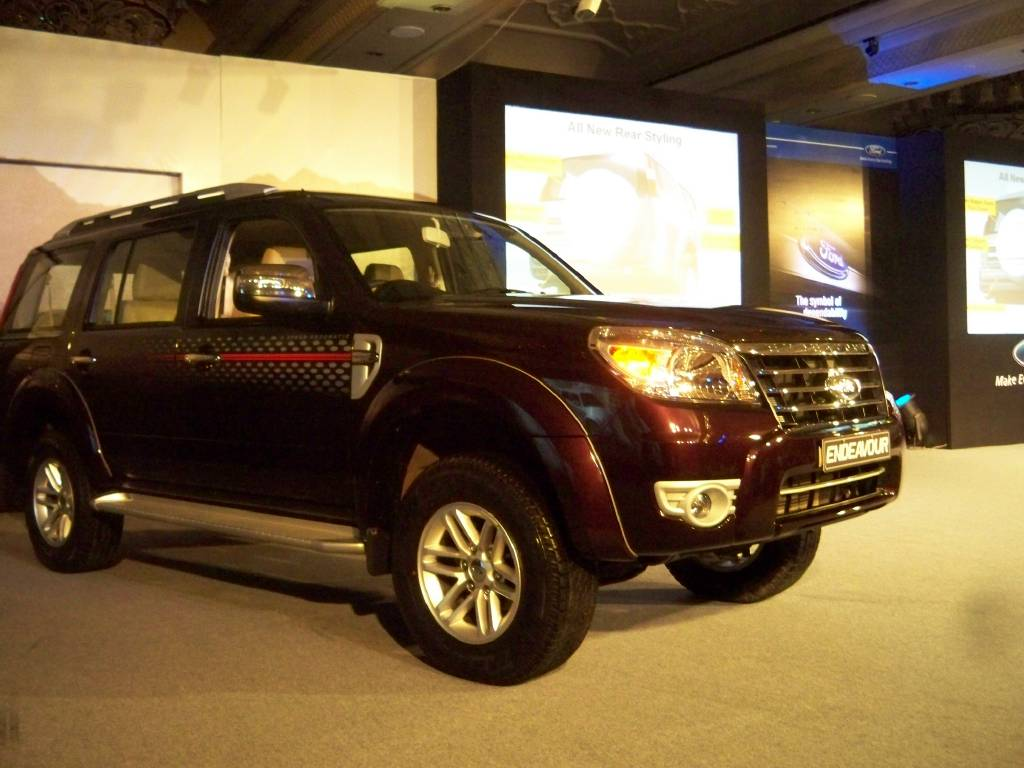
Phase 3

En novembre 2006, l'Everest a subi un lifting majeur qui a vu tous les panneaux de carrosserie avant et latéraux remplacés pour le rendre plus à jour. Les changements comprenaient également un carénage avant mis à jour, une nouvelle transmission et un moteur amélioré,,. De plus, la refonte comportait, pour la première fois, la nouvelle transmission automatique à 5 vitesses avec boîte de transfert BorgWarner et la nouvelle fonction Active-Shift-on-the-Fly (4x4 uniquement). Malgré les changements massifs, il a conservé le code de projet U268. Cependant, ce modèle de 2007-2015 est parfois surnommé l'Everest de deuxième génération par Ford ou les journalistes.
Un deuxième lifting a été introduit en 2009. Alors que les changements étaient moins massifs que le lifting précédent, l'Everest arbore désormais un carénage moins carré que son prédécesseur et similaire au Ranger relifté,. Les changements ont été réalisés en changeant l'ensemble du garde-boue avant, le capot avant, les phares avant, la calandre avant et le pare-chocs avant, alors qu'il comportait également de plus grandes jantes de 18 pouces en alliage poli, un hayon repensé et de nouveaux feux arrière.
Une autre mise à jour plus petite a été introduite en 2012, arborant maintenant une nouvelle calandre avant. En 2013, l'Everest a fait l'objet d'un dernier lifting, avec désormais un nouveau pare-chocs avant similaire à celui de plusieurs voitures mondiales de Ford,.

## Deuxième génération (U375/UA; 2015)
L'Everest de deuxième génération a été dévoilé en tant que concept car proche du modèle de production en mars 2014 et en tant que version de production en novembre 2014 avant ses débuts publics au Salon international de l'automobile de Guangzhou. La deuxième génération du Ford Everest, maintenant développée par Ford Australie, est basée sur le Ford Ranger (T6). En Chine, le Ford Everest est fabriqué par la co-entreprise JMC-Ford, dans l'usine JMC de Nanchang.
Il présente une refonte complète qui présente désormais des proportions moins carrées pour une apparence plus moderne. Côté dimensions, le Ford Everest de 2015 est plus court mais plus large et plus haut, ce qui modifie ses proportions par rapport à son prédécesseur. L'empattement a été réduit de 2 860 mm (112,6 pouces) à 2 850 mm (112,2 pouces).
Ce modèle a reçu un lifting en mai 2018, coïncidant avec le lifting du Ranger. Le lifting comprenait des ajustements de conception, mise à jour de la liste des équipements, nouveau moteur diesel bi-turbo de 2,0 litres et boîte de vitesses automatique à 10 vitesses. D'autres changements incluent le freinage d'urgence autonome, un hayon électrique activé par un passage du pied de série et de nouvelles jantes en alliage. Les changements intérieurs incluent des matériaux plus doux au toucher tels que la palette de couleurs en ébène sombre. En novembre 2020, un autre lifting a été mis en vente en Thaïlande pour l'année modèle 2021.
L'Everest de deuxième génération sert de base à un véhicule tactique léger pour l'armée française, appelé l'Arquus Trapper VT4,.

### VLTP NP
La deuxième génération du Ford Everest a été sélectionnée le 8 décembre 2017 pour devenir le VLTP NP (véhicule léger tactique polyvalent non protégé) de l'armée de Terre française, en remplacement de la Peugeot P4. La mise aux standards militaires du véhicule est effectuée par Renault Trucks Defense dans l'usine de sa filiale ACMAT à Saint-Nazaire.
Les modifications apportées consistent, pour les modèles livrés en 2018, en la pose de supports pour fusil d'assaut HK416, un renfort des roues et des suspensions, et la pose de plaques de protection sous le châssis, de pare-chocs renforcés et de grilles de protection des phares. Un deuxième lot livré ultérieurement recevra des modifications supplémentaires comme l'intégration de systèmes de transmissions, de positionnement par satellite, de dispositifs de black-out sur les phares, et la pose de grilles de protection de l'ensemble des surfaces vitrées.

## Troisième génération (U704/UB; 2022)
L'Everest de troisème génération est présenté le 1er mars 2022.